# Hans Kirk
Hans Kirk, född 11 januari 1898 i Hadsund, död 16 juni 1962 i Köpenhamn, var en dansk författare.

## Biografi
Kirk var läkarson från Hadsund och tillbringade som barn sina lov hos faderns fattiga, indremissionska fiskarfamiljer i Harboøre och moderns grundtvigianska storbondefamilj i Thy. Spänningen mellan dessa två miljöer belystes i debutromanen Fiskerne från 1928, som blev väl mottagen av kritiken. Dessförinnan hade han 1923 avlagt en jur.kand-examen, men han hängav sig åt författarskapet. Efter studierna arbetade han som sekreterare vid Köpenhamns magistrat. Från 1925 verkade han som journalist och författare. Han var även litteraturkritiker vid flera dagstidningar.
Ända från gymnasietiden i Sorö var han marxistiskt inspirerad, och det präglar hela författarskapet. Fiskerne följdes upp med Daglejerne och De ny tider, som skildrar övergången från bonde- till industrisamhälle och arrendatorernas och daglönarnas nya tillvaro som organiserade lönearbetare. Hans Kirk anslöt sig till Danmarks kommunistiska parti (DKP) 1931 och blev 1941, efter Nazitysklands ockupation av Danmark, arresterad och förd till interneringslägret Horseröd. Härifrån lyckades han fly 1943, och han undkom således vidare deportation till tyskt koncentrationsläger.
Efter kriget var Kirk medarbetare vid de danska kommunisternas dagstidning Land og Folk, men fortsatte också skriva böcker. År 1950 utkom Vredens Søn, där han skildrar Jesu liv i dåtidens sociala och politiska ljus, men samtidigt kan romanen ses som en fabel om ockupationstiden i Danmark, där Kirk hudflänger både tyskarna och danska politiker och myndigheter.
År 1953 kom minnesromanen Skyggespil.
Hans Kirk är begravd på Ordrup Kirkegård.